# Egipto en los Juegos Paralímpicos de Atenas 2004
Egipto estuvo representado en los Juegos Paralímpicos de Atenas 2004 por un total de 46 deportistas, 36 hombres y 10 mujeres.

## Medallistas
El equipo paralímpico egipcio obtuvo las siguientes medallas:
| Nombre | Deporte                   | Evento                   |
| --- | ------------------------- | ------------------------ |
| Oro |                           |                          |
| Ibrahim Alam | Atletismo                 | Peso F58 masculino       |
| Fatma Omar | Levantamiento de potencia | –56 kg femenino          |
| Heba Ahmed | Levantamiento de potencia | –67,5 kg femenino        |
| Osama El-Sernegawi | Levantamiento de potencia | –52 kg masculino         |
| Shaban Ibrahim | Levantamiento de potencia | –60 kg masculino         |
| Metwali Mazna | Levantamiento de potencia | –67,5 kg masculino       |
| Plata |                           |                          |
| Mahmud Elatar | Atletismo                 | Disco F58 masculino      |
| Mahmud Elatar | Atletismo                 | Jabalina F58 masculino   |
| Ibrahim Ali | Atletismo                 | Jabalina F57 masculino   |
| Gihan Bayumi | Levantamiento de potencia | –44 kg femenino          |
| Abir Ibrahim Ali Nail | Levantamiento de potencia | –52 kg femenino          |
| Nadia Fekri | Levantamiento de potencia | +82,5 kg femenino        |
| Goma G. Ahmed | Levantamiento de potencia | –56 kg masculino         |
| El-Sayed Abdelaal | Levantamiento de potencia | –75 kg masculino         |
| Mostafa Hamed | Levantamiento de potencia | –82,5 kg masculino       |
| Bronce |                           |                          |
| Aziza Husein | Atletismo                 | Jabalina F56-58 femenino |
| Mostafa Ahmed | Atletismo                 | Disco F37 masculino      |
| Mohamed Hasani | Atletismo                 | Disco F53 masculino      |
| Hosam Abdelatif | Atletismo                 | Disco F57 masculino      |
| Hani Elbehiri | Atletismo                 | Peso F58 masculino       |
| Amani Ali | Levantamiento de potencia | –60 kg femenino          |
| Hend Abdelati | Levantamiento de potencia | –82,5 kg femenino        |
| Abdelaal Abdelaal Ashraf Abdalá Abdelnabi Abdelatif Mohamed Abu Elyazid Tamer Awad Taher El-Bahaey Rezk El-Helbawi Hesham El-Shwij Mohamed Emara Salah Hasanein Yasir Ibrahim Hosam Masud | Voleibol sentado          | Torneo masculino         |